# Volby do parlamentu Československé republiky 1925
Volby do parlamentu Československé republiky 1925 se konaly 15. listopadu 1925.

## Průběh voleb
Šlo o v pořadí druhé parlamentní volby do Národního shromáždění republiky Československé a první, v nichž se volilo na celém území ČSR.

### Cesta k volbám
V roce 1924 prožívalo Československo fázi stabilizace politických a hospodářských problémů. Ochabovala i nacionalistická agitace. Mezi politiky Němců v českých zemích se objevovaly náznaky možnosti vládní spolupráce. V tomto smyslu se vyjádřil roku 1924 na sjezdu Německé demokratické svobodomyslné strany její předák Bruno Kafka. Sondáže ohledně zapojení německých stran zahajoval i prezident Masaryk a premiér Antonín Švehla.
Řádné parlamentní volby do poslanecké sněmovny měly proběhnout na jaře 1926 (do senátu až na jaře 1928), ale vládní koalice se rozhodla využít ekonomické stabilizace. Uvnitř koalice navíc pokračovaly spory mezi pravicí a levicí Československá sociálně demokratická strana dělnická v květnu 1925 odmítla projekt zavedení obilních cel, která prosazovala Republikánská strana zemědělského a malorolnického lidu (agrárníci). Ve prospěch vypsání voleb hovořila i situace na radikální levici, protože Komunistická strana Československa procházela fází frakčních sporů, kdy z ní byl vyloučen Josef Bubník a jeho stoupenci a v řadách vládních politiků opadaly obavy z masivního nástupu komunistů ve volbách.

### Dopady voleb
Ve volbách bylo zvoleno 300 poslanců a 150 senátorů Národního shromáždění. Předsedou poslanecké sněmovny se stal Jan Malypetr, volba předsedy senátu se naopak zbrzdila. Tento post pro sebe požadovaly socialistické strany (socialisté a sociální demokraté) ale i lidovci, kteří získali v senátních volbách nejvíce hlasů. Provizorně tak bylo zvoleno předsednictvo senátu, respektive kromě malých změn ponecháno předsednictvo z předchozího volebního období. Teprve v únoru 1926 pak byl předsedou zvolen socialista Václav Klofáč. Po rozpadu vládní koalice a odchodu levice (viz níže) pak byla volba provedena nově v listopadu 1926 a předsedou horní komory se stal lidovec Mořic Hruban.
Výsledky voleb znamenaly stabilizaci politického spektra. KSČ se sice těsně stala nejsilnější politickou stranou v českých zemích (ve volbách do senátu jí byla ČSL), ale celostátně skončila až druhá. Na prvním místě skončili agrárníci. Z následků rozkolu z počátku 20. let se zotavily i sociálně demokratické strany (československá sociální demokracie i Německá sociálně demokratická strana dělnická v ČSR). Ztratily sice své dominantní postavení na politické scéně z voleb roku 1920 (v této pozici je vystřídala agrární strana), ale zastavily propad své podpory. Oslabily nacionalistické síly. Vnitřním pnutím totiž krátce před volbami prošla Československá národní demokracie, z níž se odtrhlo prohradní liberální křídlo a pod názvem Národní strana práce neúspěšně kandidovalo v nadcházejících volbách. Podobný trend panoval i v německém politické táboře, kde poměrem cca 3:1 zvítězily stavovské, pragmatické a spolupráci s ČSR nakloněné formace (i zde uspěli agrárníci – Německý svaz zemědělců), zatímco Německá národní strana výrazně ztratila. Úspěchem byly volby i pro strany katolické (Československá strana lidová se stala třetí nejsilnější politickou stranou ve státě).
V důsledku voleb ovšem došlo k ztrátě parlamentní většiny dosavadní celonárodní koalice (první vláda Antonína Švehly). Disponovala 146 mandáty z 300. Antonín Švehla coby předák agrárníků a nejsilnější strany v ČSR začal proto jednání o rozšíření stávajícího vládního tábora. To se podařilo, když do něj přibyla Československá živnostensko-obchodnická strana. Pokus, aby se do koalice přidala i Slovenská ľudová strana ale nebyl úspěšný. Pomalu postupovalo vyjednávání s národními demokraty, jejichž předseda Karel Kramář odmítal nabízená ministerská křesla. Po několika týdnech neúspěšných průtahů prezident Masaryk povolal z Brna Jana Černého s cílem zahájit přípravy na vytvoření úřednické vlády (Černý již předtím ve 20. letech jednu takovou úřednickou vládu vedl). Vzhledem k riziku nahrazení politické vlády úřednickým kabinetem se ale pak jednání o nové vládě rychle posunula a ještě během prosince 1925 byla představena nová vláda (druhá vláda Antonína Švehly). Ta se ovšem brzy rozpadla a roku 1926 ji nejprve nahradil dočasně úřednický kabinet Jana Černého a pak třetí vláda Antonína Švehly (panská koalice), která na půdorysu výsledků voleb z roku 1925 utvořila československo-německou pravicovou koalici.

## Graf výsledků
| \| Získané hlasy \| Získané hlasy \| Získané hlasy \| Získané hlasy \| Získané hlasy \| \| ------------- \| ------------- \| ------------- \| ------------- \| ------------- \| \| strana \| \| \| \| % \| \| RSZML \| RSZML \| \| 13,7 \| 13,7 \| \| KSČ \| KSČ \| \| 13,1 \| 13,1 \| \| ČSL \| ČSL \| \| 9,7 \| 9,7 \| \| ČSDSD \| ČSDSD \| \| 8,9 \| 8,9 \| \| ČSS \| ČSS \| \| 8,6 \| 8,6 \| \| BdL \| BdL \| \| 8,0 \| 8,0 \| \| HSĽS \| HSĽS \| \| 6,7 \| 6,7 \| \| DSAP \| DSAP \| \| 5,8 \| 5,8 \| \| DCV \| DCV \| \| 4,4 \| 4,4 \| \| ČŽOSS \| ČŽOSS \| \| 4,1 \| 4,1 \| \| ČsND \| ČsND \| \| 4,0 \| 4,0 \| \| DNP \| DNP \| \| 3,4 \| 3,4 \| \| DNSAP \| DNSAP \| \| 2,4 \| 2,4 \| \| ostatní \| ostatní \| \| 6,0 \| 6,0 \| |         |  |      |      |
| Získané hlasy |         |  |      |      |
| strana |         |  |      | %    |
| RSZML | RSZML   |  | 13,7 | 13,7 |
| KSČ | KSČ     |  | 13,1 | 13,1 |
| ČSL | ČSL     |  | 9,7  | 9,7  |
| ČSDSD | ČSDSD   |  | 8,9  | 8,9  |
| ČSS | ČSS     |  | 8,6  | 8,6  |
| BdL | BdL     |  | 8,0  | 8,0  |
| HSĽS | HSĽS    |  | 6,7  | 6,7  |
| DSAP | DSAP    |  | 5,8  | 5,8  |
| DCV | DCV     |  | 4,4  | 4,4  |
| ČŽOSS | ČŽOSS   |  | 4,1  | 4,1  |
| ČsND | ČsND    |  | 4,0  | 4,0  |
| DNP | DNP     |  | 3,4  | 3,4  |
| DNSAP | DNSAP   |  | 2,4  | 2,4  |
| ostatní | ostatní |  | 6,0  | 6,0  |

## Volby do Poslanecké sněmovny
|        | |           |       |          |          |          |
| Strana | Strana | Hlasy     | Hlasy | Poslanci | Poslanci | Poslanci |
| Strana | Strana | Abs.      | %     | Abs.     | %        | ±        |
|        | Republikánská strana zemědělského a malorolnického lidu Domoviny, Slovenská rolnická jednota, Sdružení ruských zemědělců, Československý domov majitelů domů a domků                 | 971 389   | 13,7  | 45       | 15,0     | 5 ▲      |
|        | Komunistická strana Československa | 931 769   | 13,1  | 41       | 13,7     | 41 ▲     |
|        | Československá strana lidová Slovensku Československá ľudová strana a řecko-katolická národní strana, Řecko-katolicka národní strana, Podkarpatské Rusi křesťansko-národní strana    | 689 970   | 9,7   | 31       | 10,3     | 10 ▲     |
|        | Československá sociálně demokratická strana dělnická Sociálně demokratická strana dělnická na Podkarpatské Rusi                                                                      | 631 113   | 8,9   | 29       | 9,7      | 45 ▼     |
|        | Československá strana socialistická Karpatoruská strana pracujícího lidu, malorolníků a bezzemků                                                                                     | 609 096   | 8,6   | 28       | 9,3      | 4 ▲      |
|        | Německý svaz zemědělců Německá živnostenská strana, Spišská německá strana, Maďarská národní strana                                                                                  | 566 911   | 8,0   | 24       | 8,0      | 13 ▲     |
|        | Hlinkova slovenská ľudová strana | 474 017   | 6,7   | 23       | 7,7      | 11 ▲     |
|        | Německá sociálně demokratická strana dělnická v ČSR | 411 774   | 5,8   | 17       | 5,7      | 14 ▼     |
|        | Německá křesťansko sociální strana lidová | 313 906   | 4,4   | 13       | 4,3      | 3 ▲      |
|        | Československá živnostensko-obchodnická strana středostavová | 287 889   | 4,1   | 13       | 4,3      | 7 ▲      |
|        | Československá národní demokracie Československá rolnická jednota (Národní rolnická jednota), Russkaja narodnaja partija, Russkoje narodnoje sojediněnije                            | 284 233   | 4,0   | 13       | 4,3      | 6 ▼      |
|        | Německá nacionální strana Sudetoněmeckého zemědělského svazu | 240 892   | 3,4   | 10       | 3,3      | 2 ▼      |
|        | Německá národně socialistická strana dělnická | 167 312   | 2,4   | 7        | 2,3      | 4 ▲      |
|        | Zemská křesťansko-socialistická strana | 100 445   | 1,4   | 4        | 1,3      | 1 ▼      |
|        | Židovská strana | 99 520    | 1,4   | 0        | –        | 0 ▬      |
|        | Národní strana práce | 98 185    | 1,4   | 0        | –        | 0 ▬      |
|        | Československá strana agrární a konservativní | 38 327    | 0,5   | 0        | –        | 0 ▬      |
|        | Autonomní zemědělská strana Podkarpatské Rusi | 35 718    | 0,5   | 1        | 0,4      | 1 ▲      |
|        | Slovenská národní strana | 35 493    | 0,5   | 0        | –        | 0 ▬      |
|        | Polský lidový a dělnický svaz Polská lidová strana, Svaz slezských katolíků v Československé republice, Polská socialistická dělnická strana v Československu, Slezská lidová strana | 29 889    | 0,4   | 1        | 0,4      | 1 ▲      |
|        | Židovská hospodářská strana | 16 813    | 0,2   | 0        | –        | 0 ▬      |
|        | Západoslovenská křesťansko-sociální strana | 16 275    | 0,2   | 0        | –        | 0 ▬      |
|        | Československá domkářsko-malozemědělská strana | 14 434    | 0,2   | 0        | –        | 0 ▬      |
|        | Maďarská selská strana | 13 890    | 0,2   | 0        | –        | 0 ▬      |
|        | Německá strana svobodomyslná | 11 367    | 0,2   | 0        | –        | 5 ▼      |
|        | Neodvislá strana komunistická v ČSR První autonomní pravoslavná strana v Podkarpatské Rusi                                                                                           | 7 868     | 0,1   | 0        | –        | 0 ▬      |
|        | Občanská strana | 4 247     | 0,1   | 0        | –        | 0 ▬      |
|        | Němečtí křesťanští zemědělci | 2 391     | 0,0   | 0        | –        | 0 ▬      |
|        | Živnostenská strana na Podkarpatské Rusi | 1 157     | 0,0   | 0        | –        | 0 ▬      |
| Celkem | Celkem | 7 106 290 | 100   | 300      | 100      | 19 ▲     |

## Volby do Senátu
| Strana                                                                       | Mandáty |
| ---------------------------------------------------------------------------- | ------- |
| Republikánská strana zemědělského a malorolnického lidu                      | 23      |
| Komunistická strana Československa                                           | 20      |
| Československá strana lidová                                                 | 16      |
| Československá sociálně demokratická strana dělnická                         | 14      |
| Československá strana socialistická                                          | 14      |
| Německý svaz zemědělců, Německá živnostenská strana, Maďarská národní strana | 12      |
| Slovenská ľudová strana                                                      | 12      |
| Německá sociálně demokratická strana dělnická v ČSR                          | 9       |
| Československá národní demokracie                                            | 7       |
| Německá křesťansko sociální strana lidová                                    | 7       |
| Československá živnostensko-obchodnická strana                               | 6       |
| Německá strana národní                                                       | 5       |
| Německá národně socialistická strana dělnická                                | 3       |
| Zemská křesťansko-socialistická strana                                       | 2       |
| Celkem                                                                       | 150     |